# LE-126
La carretera provincial LE-126 es una vía de la "Red complementaria preferente de Castilla y León" de titularidad autonómica, que discurre por la provincia de León y une las localidades de Castrocontrigo y la frontera entre las provincias de León y Orense discurriendo por la comarca tradicional de La Cabrera. Forma un eje de comunicación entre las comarcas tradicionales de La Maragatería y la Comarca de Valdeorras, en la comunidad de Galicia. La ruta mantiene continuidad mediante la OU-122 en el lado gallego del trayecto.
Sus principales características son que consta de una sola calzada, con un carril para cada sentido de circulación. Su limitación de velocidad es de 90 km/h y además está presente la peligrosidad de los animales sueltos, debido a que las carretera atraviesa a lo largo de todo su recorrido monte o bosques. En su tramo final, entre La Baña y el límite provincial, son habituales las nevadas en invierno, por subir un alto puerto de montaña.

## Recorrido
Parte del km 30,5 de la LE-125 en Castrocontrigo en dirección oeste y pasa por Torneros de la Valdería, Morla de la Valdería, Truchas, Quintanilla de Losada, Encinedo, Losadilla y La Baña para llegar finalmente en el km 67 al límite provincial, donde mantiene continuidad con la OU-122 ya en la Provincia de Orense con destino a Sobradelo.